# Alexandre Henrique Silva Cleyton
Alexandre Henrique Silva Cleyton (Jacareí, Brazil, 8. ožujka 1983.) bivši je brazilski nogometaš koji posjeduje i grčku putovnicu.
Cleyton je u svojoj nogometnoj karijeri nastupao za Messiniakos, Apollon Kalamarias, Larissa, Panathinaikos, Metalurg Donjeck, Kayserispor, zagrebački Dinamo, Skoda Xanthi, Elazığspor, Göztepe i Omoniu.
Svoj debi u službenoj utakmici za Dinamo je imao 6. veljače 2014. u Puli na stadionu Aldo Drosine protiv Istre u kojoj je Dinamo pobijedio 3:1.
Svoj prvi pogodak u dresu zagrebačkog Dinama je zabio 16. ožujka 2014. u susretu protiv Istre na Maksimiru.
Cleyton i Dinamo su sporazumno raskinuli ugovor 28. ožujka 2014. zbog Brazilčevog noćnog izlaska u kojem je bio predmet šakačkog obračuna u centru Zagreba.

## Vanjske poveznice
- Cleyton na transfermarkt.com
- Cleyton na soccerway.com  Arhivirana inačica izvorne stranice od 29. lipnja 2017. (Wayback Machine)